# غاو سونغ (كرة سلة)
غاو سونغ (بالصينية: 高颂) مواليد 16 أبريل 1992 في هيلونغجيانغ، الصين، هي لاعبة كرة سلة صينية. تلعب في الدوري الصيني لكرة السلة للسيدات. يبلغ طولها 6 قدم 3 بوصة (1.9 م). مثلت منتخب بلادها. شاركت في دورة الألعاب الأولمبية الصيفية سنة 2012. حققت المركز الأول في دورة الألعاب الآسيوية 2010.

## سجل المنافسة
شاركت في المنافسات التالية:
- الألعاب الأولمبية الصيفية 2012
- الألعاب الأولمبية الصيفية 2016
- كأس العالم لكرة السلة للسيدات 2014

## الميداليات
| الميدالية | المسابقة                   |
| --------- | -------------------------- |
| ذهبية     | دورة الألعاب الآسيوية 2010 |

## روابط خارجية
- غاو سونغ على موقع الاتحاد الدولي لكرة السلة (الإنجليزية)
- غاو سونغ على موقع كرة السلة الأوروبية.كوم (الإنجليزية)
- غاو سونغ على موقع سبورتس رفرنس (الإنجليزية)
- غاو سونغ على موقع أوليمبيديا (الإنجليزية)